# Dolina Smutna

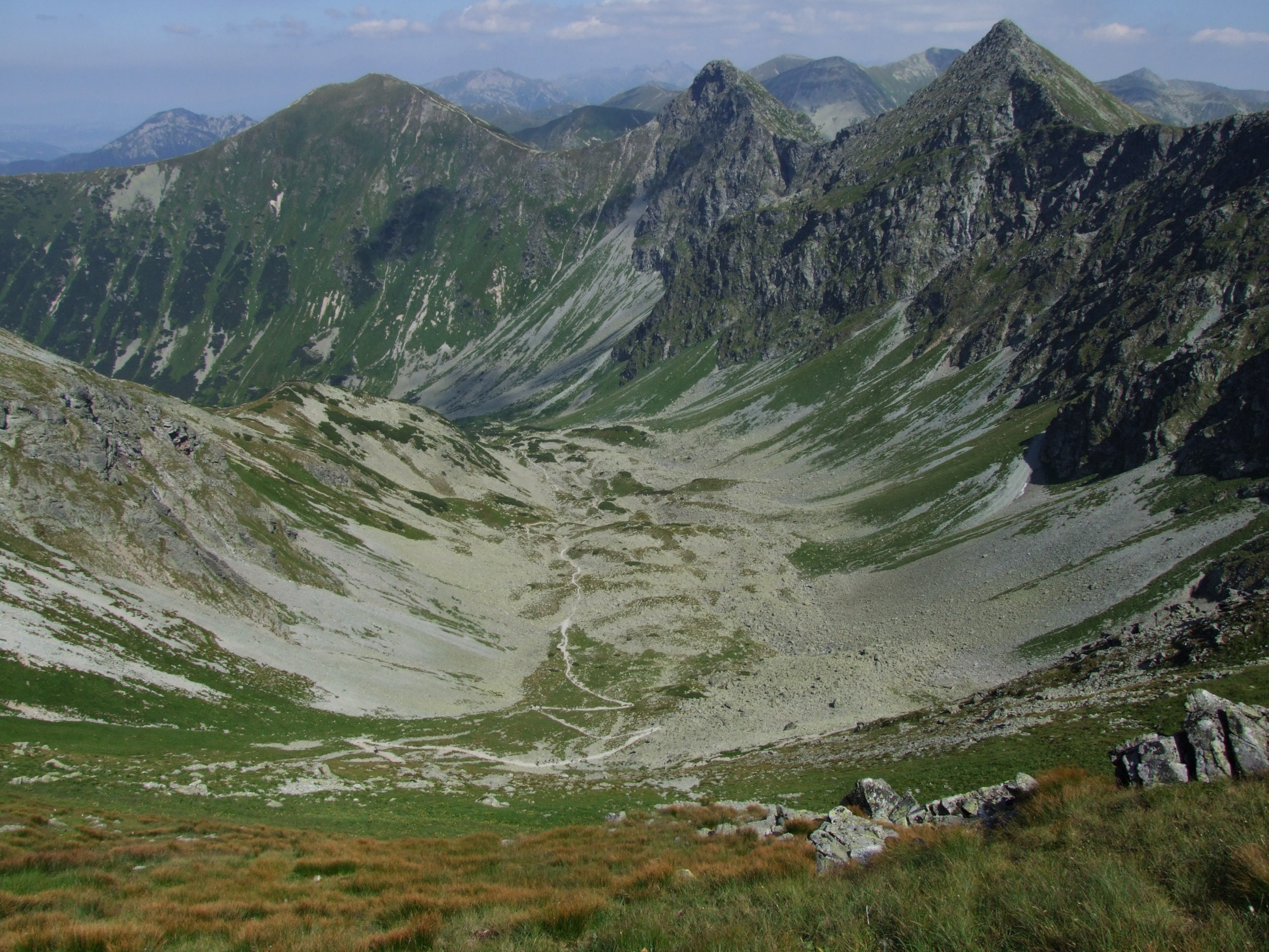
Smutna Dolina – widok ze Smutnej Przełęczy. Po prawej stronie wznoszą się: Wołowiec, Rohacz Ostry i Płaczliwy

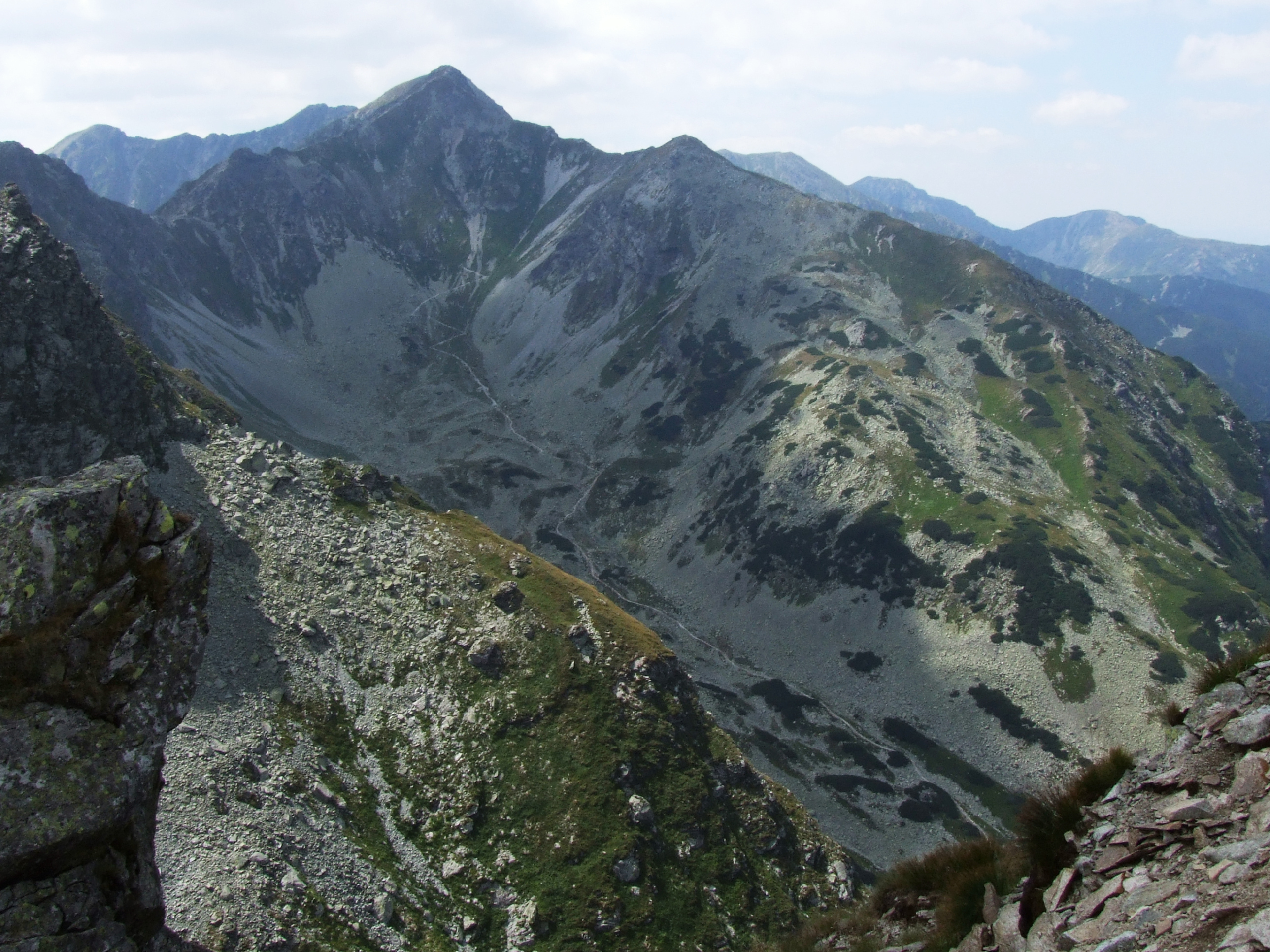
Smutna Dolina i Przednia Kopa – widok z Rohaczy

Dolina Smutna (słow. Smutná dolina) – górna część Doliny Rohackiej w słowackich Tatrach Zachodnich. Jest to typowa rynna lodowcowa, zacieniona przez wznoszące się z wszystkich niemal stron potężne i strome ściany skalne, zawalona granitowymi blokami i niemal pozbawiona szaty roślinnej. Swoim wyglądem bardziej przypomina Tatry Wysokie niż Zachodnie. Zimą schodzą do niej duże lawiny. Śnieg utrzymuje się tutaj nawet do połowy lipca, co również przyczynia się do tak słabej wegetacji życia w tej okolicy. Przed II wojną światową Dolina Smutna była bardzo popularna wśród narciarzy, m.in. dzięki długiemu zaleganiu w niej śniegu. Od 1942 r. urządzano tutaj nawet zawody. Nazwę doliny rozpowszechnił w Polsce Tadeusz Zwoliński, przed 1937 r. nazywana była Doliną Rohacką. Zacienienie, pustkowie, gruzowisko skał istotnie sprawiają smutne wrażenie.
Od wschodniej strony wznoszą się nad doliną przepaściste, granitowe ściany Rohacza Płaczliwego (2125 m) i Ostrego (2088 m) podsypane stożkami piargowymi, od południa grań Smutnej Przełęczy (1963 m), na którą pnie się zygzakami szlak turystyczny. Od strony wschodniej dolinę ograniczają również strome ściany Trzech Kop (2136 m) i odbiegającej na północ od nich grani Zielonego Wierchu Rohackiego. Jedynie w północnym kierunku dolina otwiera się niewielkim przesmykiem, przez który widać Wołowiec, Rakonia i Zabratową Przełęcz. W górnej części doliny, pod Spaloną Przełęczą kocioł lodowcowy, pod nim, na wysokości ok. 1600 m wał dużej moreny czołowej.
Z ubogą szatą roślinną górnego piętra Doliny Smutnej bardzo kontrastuje jej dolne piętro, tuż powyżej górnego zasięgu kosówki, a poniżej wału moreny. Stała wilgotność w tym miejscu i większe naświetlenie sprawiają, że występują tutaj bardzo bujne ziołorośla, jedne z największych w Tatrach. Dominuje w nich miłosna górska, prócz niej występują m.in. starzec górski, starzec Fuchsa, modrzyk górski, dzwonek wąskolistny. Wyżej licznie rośnie goryczka kropkowana i starzec kraiński. W dolinie często przebywają kozice.

## Szlaki turystyczne
– niebieski przez Dolinę Smutną na Smutną Przełęcz. Czas przejścia: 2:10 h, ↓ 1:30 h
  – zielony z Zabratowej Przełęczy do bufetu Rohackiego i dalej dolną częścią Doliny Smutnej, dalej obok Rohackich Stawów przez Dolinę Spaloną na Banikowską Przełęcz i Banówkę.
- Czas przejścia z Zabratowej Przełęczy do bufetu: 30 min, ↑ 45 min
- Czas przejścia od bufetu nad Wyżni Staw Rohacki: 1:40 h, ↓ 1:10 h
- Czas przejścia od stawu na Banikowską Przełęcz: 1:55 h, ↓ 1:25 h